# 安田直樹
安田 直樹（やすだ なおき、1982年4月14日 - ）は、千葉県我孫子市出身のスピードスケート選手である。東海大三高、日体大、たてしなクラブ所属。174cm、65kg。トリノ五輪直前で出場資格を失った悲劇の選手として知られる。

## 来歴
東海大三高3年時にインターハイ5000mで準優勝。全日本ジュニアでは総合優勝に輝き、世界ジュニアに出場。
その後日本体育大学体育学部体育学科に進学し、2003年に青森で開催された冬季アジア大会の10000mで銅メダルを獲得。
2005年にトリノ五輪を目指すため大学を休学し、アルピコ（当時）の外ノ池信平（外ノ池亜希の父）監督が指導するたてしなクラブを練習拠点とする。
トリノ五輪では男子団体追い抜きのメンバーに一度選ばれていたが、IOCの選手総数抑制に伴い国際スケート連盟（ISU）が参加標準記録を引き上げたため、大会直前で五輪出場資格を失い、無念の帰国となってしまった。そして安田が抜けた日本も8位という結果に終わった。
その後復学。2006年の全日本距離別3000mで初優勝。